# Feldahorn-Bock
Der Feldahorn-Bock (Alosterna tabacicolor), auch Tabakfarbiger Schmalbock genannt, ist ein Käfer aus der Familie der Bockkäfer (Cerambycidae), der paläarktisch verbreitet ist.

## Merkmale
Der Feldahorn-Bock ist ein 6 bis 8 Millimeter langer, schlanker und zierlicher Bockkäfer. Der Kopf, der Halsschild und der obere Teil der Deckflügel sind dunkel gefärbt, die restlichen Deckflügel sind braungelb, die Naht und die Seiten sind angedunkelt. Der Halsschild ist länger als breit, die Seiten hinter der Mitte sind konkav nach innen gebogen. Dieser und auch die Deckflügel sind fein golden behaart. Die Beine der Tiere sind braungelb, selten sind die Enden der Schenkel dunkel gefärbt. Bei manchen Exemplaren ist an der Flügeldeckennaht ein dunkler, ovaler Fleck ausgebildet.

## Vorkommen
Die Art ist über ganz Europa, Vorderasien und Sibirien bis Japan verbreitet. In Mitteleuropa ist sie meist ziemlich häufig. Sie kommt von der Ebene bis in niedere Gebirgslagen vor allem in Wäldern vor, in den Südalpen lebt sie auch in höheren Bereichen. Man findet sie von Mai bis August, vor allem aber im Juli.

## Lebensweise
Die Käfer sitzen oft auf Doldenblütlern und am Wald-Geißbart. Die Larven leben zwei Jahre in dürren, trockenen Ästen von Laubholz, deren Rinde sie fressen. Genannt werden Ulme, Eiche, Ahorn, Weide, Hasel, Hainbuche und Birke. Ausnahmsweise erfolgt die Entwicklung auch in Nadelholzarten wie Fichte oder Kiefer.